# Wijken en buurten in Kapelle
De Nederlandse gemeente Kapelle is voor statistische doeleinden onderverdeeld in wijken en buurten. De gemeente is verdeeld in de volgende statistische wijken:
- Wijk 00 Kapelle (CBS-wijkcode:067800)
- Wijk 01 Wemeldinge (CBS-wijkcode:067801)
- Wijk 02 Schore (CBS-wijkcode:067802)

Een statistische wijk kan bestaan uit meerdere buurten. Onderstaande tabel geeft de buurtindeling met kentallen volgens het Centraal Bureau voor de Statistiek (2008):
| CBS-buurtcode | Buurtnaam                    | Inwonertal | Opp. totaal (ha) | Opp. land (ha) | Ligging                |
| ------------- | ---------------------------- | ---------- | ---------------- | -------------- | ---------------------- |
| BU06780000    | Kapelle                      | 8020       | 314              | 314            | Locatie in de gemeente |
| BU06780009    | Verspreide huizen Kapelle    | 480        | 2327             | 2284           | Locatie in de gemeente |
| BU06780100    | Wemeldinge                   | 2930       | 163              | 150            | Locatie in de gemeente |
| BU06780109    | Verspreide huizen Wemeldinge | 120        | 702              | 673            | Locatie in de gemeente |
| BU06780200    | Schore                       | 460        | 38               | 37             | Locatie in de gemeente |
| BU06780209    | Verspreide huizen Schore     | 40         | 273              | 256            | Locatie in de gemeente |